# 安永真白
安永 真白（やすなが ましろ、1999年7月11日 - ）は、日本の元アーティスティックスイミング選手。

## 経歴
大阪府吹田市出身。吹田市立千里第一小学校、吹田市立片山中学校、近畿大学附属高等学校を経て、近畿大学卒業。岡三リビックに勤務する。2024年のパリオリンピックを最後に現役を引退した。

## 大会成績

### 国際大会
- 2018年アジア競技大会 - チーム2位
- 2020年東京オリンピック - チーム4位
- 2022年世界水泳選手権 - チームテクニカル2位、チームフリー3位、フリーコンビネーション2位
- 2022年アジア競技大会 - デュエット2位、チーム2位
- 2023年世界水泳選手権 - デュエットテクニカルルーティン1位、デュエットフリールーティン3位、チームテクニカル4位、チームフリールーティン2位
- 2024年パリオリンピック - チーム5位

### 国内大会
- 日本学生選手権水泳競技大会 - 2019,2020,2021ソロ優勝（3連覇）